# الدوري الأوروبي لكرة السلة 1992–93
الدوري الأوروبي لكرة السلة 1992–93 هو الموسم 36 من  الدوري الأوروبي لكرة السلة. أشرف على تنظيمه الاتحاد الأوروبي لكرة السلة، وكان عدد الأندية المشاركة فيه  41، وفاز فيه ليموج سي إس بي.